# Carniella brignolii
Carniella brignolii är en spindelart som beskrevs av Thaler och Steinberger 1988. Carniella brignolii ingår i släktet Carniella och familjen klotspindlar. Inga underarter finns listade.